# Jordan Jovčev
Jordan Jovčev Jovčev (bulharsky Йордан Йовчев Йовчев, * 24. února 1973 Plovdiv) je bývalý bulharský sportovní gymnasta, účastník šesti olympijských her. S kariérou se rozloučil v 39 letech na olympiádě v Londýně, kde byl vlajkonošem bulharské výpravy při slavnostním zahájení.
Na LOH 2000 získal bronzovou medaili v prostných a na kruzích a na LOH 2004 byl na kruzích druhý a v prostných třetí. Získal čtyři tituly mistra světa – v roce 2001 vyhrál prostná i kruhy, v roce 2003 se o prvenství v prostných dělil s Američanem Paulem Hammem a na kruzích s Řekem Dimosthenisem Tampakosem. Ve víceboji skončil třetí na MS v letech 1999 a 2001. Na Mistrovství Evropy ve sportovní gymnastice zvítězil na kruzích v roce 2002 v Patrách, kde byl také vicemistrem Evropy ve víceboji. V roce 1997 byl s bulharským družstvem druhý na soutěži European Gymnastics Masters a na Hrách dobré vůle v roce 2001 vyhrál na kruzích a v prostných.
Sedmkrát se zúčastnil soutěže Ninja faktor a v roce 1997 se jako první cizinec dostal do finále. Od roku 2009 je předsedou Bulharské gymnastické federace. Působí také jako sportovní komentátor Bulharské národní televize.
V letech 2001 a 2003 byl zvolen bulharským sportovcem roku a v roce 2016 byl uveden do Mezinárodní gymnastické síně slávy. Je nositelem Řádu Stará planina první třídy.